# Europaschule Oberstufenzentrum Oder-Spree
Die Europaschule Oberstufenzentrum Oder-Spree mit Hauptstandort in Fürstenwalde/Spree und Zweigstandort in Eisenhüttenstadt ist ein kreisliches Oberstufenzentrum mit einem beruflichen Gymnasium.

## Geschichte

### VorgängerschuleOSZ Palmnicken
Das Oberstufenzentrum Palmnicken in Fürstenwalde wurde am 1. August 1991 in Nachbarschaft zum städtischen Werner-Seelenbinder-Gymnasium Fürstenwalde, zum Kreislichen Gymnasium Fürstenwalde und zum Katholischen Gymnasium Bernhardinum Fürstenwalde gegründet. Es entstand durch die Fusion der Berufs- und Ingenieurschulen in den damaligen Kreisen Fürstenwalde und Beeskow. Ab August 1991 wurden schrittweise die Vorgängerschulen (die Berufsschule I Fürstenwalde, die Gewerblich-technische Berufsschule Fürstenwalde, die Berufsschule Beeskow, die Berufsschule Heinersdorf, die Berufsschule Rüdersdorf bei Berlin, die Kommunale Berufsschule Erkner, die Ingenieurschule für Binnenfischerei Hubertushöhe Storkow, die Ingenieurschule »S. W. Lebedew« Fürstenwalde und die Agraringenieurschule für Melioration und Pflanzenproduktion Palmnicken) am Standort in Palmnicken, nördlich von Fürstenwalde, zusammengeführt. Als erste Schule zog 1991 die damalige Kommunale Berufsschule »Geschwister Scholl« komplett vom Gebäude in der Frankfurter Straße 70, welches vom Kreislichen Gymnasium übernommen wurde, nach Palmnicken um. Die anderen Außenstellen folgten schrittweise bis zum Jahr 2008.
Seit 1993 wird die Schule durch den Landkreis Oder-Spree getragen. Im Jahr 2005 erhielt die Schule den Titel Europaschule.
Bis zum Schuljahr 2007/08 wurden alle Abteilungen des OSZ nach Fürstenwalde-Palmnicken verlegt. Seit Gründung der Schule erfolgten größere Neubauten und Sanierungen, zuletzt der Bau der Kraftwerkzeughalle im Jahr 2011.

### VorgängerschuleOSZ Gottfried Wilhelm LeibnizEisenhüttenstadt
Das Oberstufenzentrum Eisenhüttenstadt wurde am 1. August 1991 gegründet. In der Schule wurden die Betriebsschule des Eisenhüttenkombinates Ost, die Betriebsberufsschule des Bau- und Montagekombinates Ost, die Kommunale Berufsschule »Martin Andersen Nexö«, die Betriebsberufsschule des Kraftwerks Finkenherd und ein Teilbereich der Medizinischen Fachschule vereinigt. Der Unterricht wurde anfangs in vier Schulstandorten in Eisenhüttenstadt durchgeführt: Standort 1 (Waldstraße 10), Standort 2 (Karl-Marx-Straße 35), Standort 3 (Wilhelmstr. 98) und Standort 4 (Poststr. 41) (bis 1992).
Am 1. August 1994 übernahm der Landkreis Oder-Spree die Trägerschaft der Schule. Die Schule erhielt den Namen Gottfried Wilhelm Leibniz. Auch am OSZ Eisenhüttenstadt wurden umfangreiche Neubauten und Sanierungen durchgeführt, zum Beispiel die Sanierung des Hauptgebäudes in Eisenhüttenstadt.

### OSZ Oder-Spree
Die heutige Schule wurde am 1. August 2012 gegründet und entstand durch die Fusion der beiden Oberstufenzentren Palmnicken und Gottfried Wilhelm Leibniz. Am 1. August 2013 wurde der Name der Schule in Europaschule Oberstufenzentrum Oder-Spree geändert. Das Sekretariat und die Schulleitung sind am Hauptstandort der Schule in Palmnicken ansässig.

## Aktivitäten und Arbeitsgemeinschaften
Das OSZ Oder-Spree bietet eine Vielzahl an Möglichkeiten sich außerschulisch zu betätigen. Seit 2012 gibt es die Drachenbootmannschaft Palmdragon, welche in Zusammenarbeit mit dem Hawlinger e. V. betrieben wird. Die Mannschaft nimmt regelmäßig an verschiedenen Regatten teil. 2015 wurde das Team mit der Schulmannschaft des Katholischen Gymnasiums zum Team Achse Nord zusammengelegt.
Des Weiteren bietet sie Schülern die außerschulischen Betätigungsfelder Schülerzeitung, Jahrbuch, Schülerfirma, Oldtimer, Japanisch, Volleyball und Theater an. Engagierte Eltern, Lehrer und Schule organisieren sich zusätzlich im Förderverein der Schule.